# Marmota kastschenkoi
La marmotta della steppa boscosa (Marmota kastschenkoi Stroganov e Yudin, 1956) è una specie della famiglia degli Sciuridi (Sciuridae) diffusa solamente nella Siberia sud-occidentale nelle zone intorno a Novosibirsk, Tomsk e Kemerovo in Russia.

## Descrizione
La marmotta della steppa boscosa raggiunge una lunghezza testa-corpo di circa 49,5-64,0 centimetri; la coda è lunga circa 12,4-20 centimetri ed è quindi significativamente più corta del resto del corpo, come nel caso di tutte le marmotte. Il peso si aggira sui 3000-6300 grammi in primavera e sui 4600-9000 in autunno. Il dorso è di colore marrone, mentre le parti inferiori sono leggermente più chiare e possono essere giallastre o marrone sabbia, fino al bruno-rossastro. Anche il muso è marrone, con macchie sabbia o bruno-rossastre intorno al naso e una macchia bianca sul mento.

## Biologia
La marmotta della steppa boscosa è diurna e vive in ambienti aperti, come pascoli e steppe boscose. Si può trovare anche in edifici abbandonati e in vecchi cimiteri. È erbivora e la sua dieta consiste principalmente in giovani graminacee e piante erbacee e altri vegetali disponibili nell'habitat in cui vive, ma mangia anche piante coltivate come fagioli e piselli. In prossimità delle abitazioni umane può anche effettuare visite notturne alla ricerca di cibo.
Come altre marmotte, questa specie vive sul terreno e in tane sotterranee. Ha un periodo di attività relativamente breve, in quanto va in letargo per sette-otto mesi. Vive in colonie, solitamente composte da gruppi familiari costituiti da un maschio dominante, da due o tre femmine adulte e da quattro a otto giovani immaturi fino a tre anni di età. Il territorio di un simile gruppo familiare è di circa un ettaro. Le tane sono generalmente costruite su terreni in pendenza e presentano più ingressi, segnalati con caratteristici cumuli di terra, e vengono utilizzate sia per l'allevamento dei piccoli che per l'ibernazione. Alla periferia della colonia si trovano anche diverse tane che servono da riparo dai predatori. Quando vengono minacciati, questi animali emettono fischi ad alta frequenza come richiami di allarme. I maschi adulti lasciano il gruppo familiare e si stabiliscono spesso ai margini del territorio, ma possono anche spostarsi ulteriormente, percorrendo fino a 15 chilometri al giorno.

## Distribuzione e habitat
La marmotta della steppa boscosa è endemica della Siberia sud-occidentale, dove è presente nelle zone intorno a Novosibirsk, Tomsk e Kemerovo in Russia.

## Tassonomia
La marmotta della steppa boscosa è una delle quindici specie appartenenti al genere Marmota. Venne descritta come specie a sé già nel 1956 dagli zoologi russi Sergej Ul'janovič Stroganov e Boris Stepanovič Judin, ma fino a poco tempo fa era considerata una sottospecie della marmotta grigia (M. baibacina). Non ne vengono riconosciute sottospecie.

## Conservazione
Proprio perché considerata fino a tempi recenti una sottospecie della marmotta grigia, la specie non compare nella lista rossa dell'Unione internazionale per la conservazione della natura (IUCN). Tuttavia, nelle liste rosse regionali degli oblast' di Tomsk e di Kemerovo si afferma che la popolazione è in rapido declino. La caccia è una delle ragioni principali del calo demografico.